# Лукин, Александр Александрович (военный деятель)

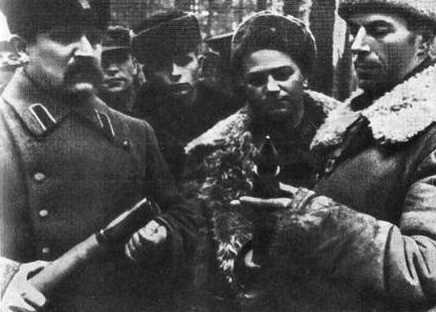
В партизанском соединении А. Ф. Фёдорова (слева). Д. Н. Медведев и А. А. Лукин (в центре) осматривают захваченный в бою трофей – новый немецкий снаряд.

Александр Александрович Лукин (1901 год, Одесса, Херсонская губерния, Российская империя —  1975 год) — участник партизанского движения, кадровый сотрудник советских спецслужб, подполковник, писатель.

## Биография
Участник Гражданской войны. Член РКП(б) в 1918—1921, 1936—1940 и с 1944 года. Работал в Одесской ЧК, в конце 1920-х годов под руководством Д.Н. Медведева  — помощником уполномоченного в Херсонском ГПУ.
В 1933—34 годах занимался расследованием дела о поджоге 22 октября 1933 года цеха по производству подводных лодок серии «М» на заводе им. Андре Марти.
В 1934 году работал в Одесском облотделе ГПУ УССР, был подвергнут аресту на десять суток. Окончил Харьковский институт народного хозяйства.
В июле 1940 года снят с должности заместителя начальника Особого отдела УНКВД по Московской области и исключён из партии (восстановлен в октябре 1944 года).
Участник Великой Отечественной войны. С 20 июня 1942 года находился в опергруппе полковника Медведева, заброшен в тыл противника (дважды прыгал с парашютом в немецкий тыл — в 1942 и в 1943 годах), начальник агентурной  разведки отряда «Победители» ОМСБОН НКВД СССР. Затем в 4-м управлении НКГБ СССР (начальник 4-го отдела) и заместитель руководителя опергруппы НКГБ.

## Сочинения
Выйдя в отставку, с 1955 года А. Лукин активно занимался литературной деятельностью. Среди его произведений:
- «Сотрудник ЧК» (в соавторстве с Д. Поляновским) (см. также одноимённый фильм)
- «Операция Дар»
- «Тихая Одесса» (в соавторстве с Д. Поляновским) (см. также одноимённый фильм),
- «Обманчивая тишина» (в соавторстве с В. Ишимовым),
- «Без особых примет»
- «Разведчики»
- «Прерванный прыжок» (в соавторстве с Т. Гладковым),
- «Девушка из Ржева» (в соавторстве с Т. Гладковым),
- «Седой» (в соавторстве с Т. Гладковым) / Сборник «Чекисты». — Калининград, 1963.
- «Заговор не состоялся»
- «Николай Кузнецов» (в соавторстве с Т. Гладковым) (серия ЖЗЛ — 1971).
- «Сильные духом» (художественный фильм), автор сценария (в соавторстве с А. Гребневым)
- «В тишине, перед громом» (в соавторстве с В. Ишимовым) // журнал «Смена» № 939, июль 1966.

## Награды
Награждён орденами Красного Знамени, Отечественной войны 1-й степени, Красной Звезды; медалями «Партизану Отечественной войны» 1-й степени, «За оборону Москвы» и др.; почётными знаками чекиста (15 и 50 лет).
Постановлением Госсовета ПНР от 17.01.1964 за номером 0/27 был удостоен Золотого Креста ордена Virtuti Militari.